# Дойш-Портуш
Дойш-Портуш (порт. Dois Portos; МФА: [ˈdojʃ ˈpoɾ.tuʃ]) — парафія в Португалії, у муніципалітеті Торреш-Ведраш. Розташована в західній частині країни, на теренах історичної португальської провінції Ештремадура. Входить до складу округу Лісабон. За адміністративним поділом, чинним до 1976 року, терени парафії були складовою провінції Ештремадура. Належить до Лісабонського патріархату Католицької церкви. Патрон — святий Петро. Площа — 36,5779 км². Населення — 2124 ос. (2011). Слабо урбанізований регіон. Густота населення — 58,07 осіб/км²
. Код — 111305.

## Населення
| Кількість мешканців | Кількість мешканців | Кількість мешканців | Кількість мешканців | Кількість мешканців | Кількість мешканців | Кількість мешканців | Кількість мешканців | Кількість мешканців | Кількість мешканців | Кількість мешканців | Кількість мешканців | Кількість мешканців | Кількість мешканців | Кількість мешканців |
| ------------------- | ------------------- | ------------------- | ------------------- | ------------------- | ------------------- | ------------------- | ------------------- | ------------------- | ------------------- | ------------------- | ------------------- | ------------------- | ------------------- | ------------------- |
| 1864                | 1878                | 1890                | 1900                | 1911                | 1920                | 1930                | 1940                | 1950                | 1960                | 1970                | 1981                | 1991                | 2001                | 2011                |
| 2 859               | 3 132               | 3 587               | 3 620               | 3 776               | 4 105               | 4 404               | 4 020               | 4 102               | 3 761               | 3 168               | 2 788               | 2 394               | 2 153               | 2 124               |